# Caroline Smith
Pour les articles homonymes, voir Smith.
Caroline "Carol" Smith (née le 21 juillet 1906 à Cairo dans l'Illinois et morte le 10 novembre 1994 à Las Vegas) est une plongeuse américaine. Elle obtint la médaille d'or dans la catégorie du haut-vol aux Jeux olympiques de 1924, à Paris.

## Biographie
Elle participe aux Jeux olympiques d'été de 1924 à Paris, remportant la médaille d'or en haut-vol. Elle est la première femme américaine à gagner ce titre olympique. Cette victoire a créé une controverse, car Caroline Smith n'avait jamais gagné de titre au niveau national : elle était d'habitude vaincue par Betty Becker et Helen Meany. En 1925 cependant, elle gagne le titre national américain.
Elle fut mariée et devint Caroline Macias, mais peu d'informations sont connues sur sa vie après son succès olympique. Elle intègre l'International Swimming Hall of Fame en 1988 ; cette organisation la décrit comme ayant également été "modèle, danceuse, gymnaste, actrice et directrice de croisière".